# Wikipedia en checo
La Wikipedia en checo (En checo: Česká Wikipedie) es la versión en checo de Wikipedia. Actualmente, tiene 565 753 artículos.
Fue fundada el 3 de mayo de 2002 a petición de un editor checo de la Wikipedia en esperanto. Sin embargo, en ese momento, Wikipedia se ejecutaba en el software UseMod. Las tres páginas que tenía la versión checa en ese momento se perdieron durante el cambio a MediaWiki. La edición más antigua disponible actualmente es de cuando la Página principal se volvió a copiar el 14 de noviembre de 2002.

## Hitos
- 3 de mayo de 2002: Se crea Wikipedia en checo.
- 25 de mayo de 2005: 10 000 artículos.
- 29 de abril de 2006: 30 000 artículos.
- 18 de noviembre de 2006: 50 000 artículos.
- 19 de junio de 2008: 100 000 artículos.
- 17 de febrero de 2010: 150 000 artículos.
- 6 de julio de 2011: 200 000 artículos.
- 13 de diciembre de 2012: 250 000 artículos.
- 24 de julio de 2013: 300 000 artículos.
- 2 de abril de 2016: 350 000 artículos.
- 10 de febrero de 2018: 400 000 artículos.
- 3 de abril de 2020: 450 000 artículos.
- 16 de marzo de 2022: 500 000 artículos.
- 20 de julio de 2024: 550 000 artículos.